# Opius elguetai
Opius elguetai är en stekelart som beskrevs av Fischer 2004. Opius elguetai ingår i släktet Opius och familjen bracksteklar. Inga underarter finns listade i Catalogue of Life.